# Rosa webbiana
Rosa webbiana — вид рослин з родини розових (Rosaceae); поширений в пн. Індії, Бутані, пн. М'янмі, Непалі, пд.-зх. Китаї, ймовірно в пн.-сх. Пакистані. Це один з найбільш поліморфних видів роду, дуже важкий для розуміння та задовільного визначення.

## Опис

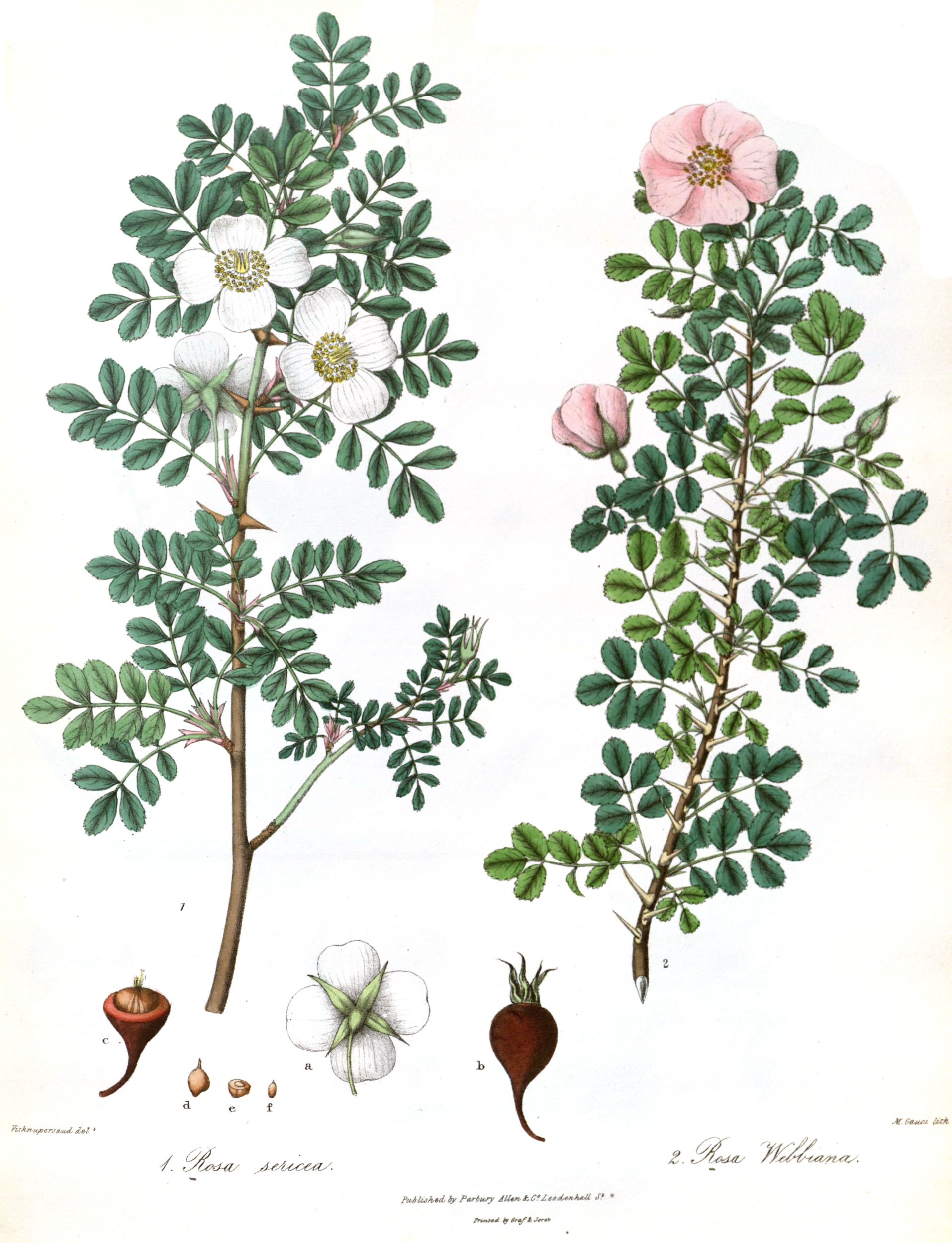
ілюстрація Rosa sericea (ліворуч) і Rosa webbiana (праворуч)

Кущ до 2–3 м заввишки. Гілочки голі, часто гнучкі. Колючки прямі, шилоподібні. Листочків 5–7(9), змінні за розміром і формою, завдовжки 5–25 мм, круглі, еліптичні або обернено-яйцюваті, гострі, тупі або зрізані на верхівці, часто сизуваті, голі або запушені, гладкі або залозисті, просто або складно-пилчасті. Прилистки широкі. Квітки з широкими приквітками, поодинокі або по 3–5 у пучку, 30–60 мм у діаметрі, рожеві, червоні або рідше білі; чашолистки зазвичай цілі, прямовисні або висхідні в плодах, стійкі. Плоди шипшини мінливого розміру, кулясті, яйцюваті або грушоподібні червоні, коли зрілі.
Період цвітіння: червень — серпень.

## Поширення
Поширений в пн. Індії, пд.-зх. Китаї, Непалі, Пакистані, Афганістані, Таджикистані, Киргизстані, Казахстані, Туркменістані, Узбекистані.